# Bataille de Nassau
Pour les articles homonymes, voir Bataille de Nassau (homonymie).
Guerre d'indépendance des États-Unis
Batailles
La bataille de Nassau (3-4 mars 1776) constitue l'attaque par les forces américaines du port britannique de Nassau dans les Bahamas au cours de la guerre d'indépendance des États-Unis. Cet affrontement est considéré comme la première sortie et l'un des premiers engagements des nouveaux corps que sont la Continental Navy et les Continental Marines. Ces deux corps sont les ancêtres de l'US Navy et de l'USMC actuels. Enfin, cette bataille est aussi le premier débarquement amphibie du corps des Marines.
La flotte américaine part du cap Henlopen dans le Delaware le 17 février 1776 et arrive dans les Bahamas le 1er mars avec pour objectif de s'emparer de munitions et de poudre à canon entreposées à Nassau. Deux jours plus tard, les Marins débarquent et s'emparent de Fort Montagu à l'est du port de Nassau mais ne parviennent pas à prendre la ville où se trouve la poudre à canon. Dans la nuit, le gouverneur de Nassau fait embarquer la poudre à canon sur les navires ancrés dans le port et qui font ensuite voile vers Saint Augustine. Le 4 mars, les marines progressent et prennent le contrôle de la ville dont les défenses sont faibles. Les forces américaines restent à Nassau durant deux semaines et se chargent de prendre possession d'autant de poudres à canon et de munitions qu'elles le peuvent. La flotte repart ensuite vers New London dans le Connecticut au début du mois d'avril après avoir capturé quelques navires d'approvisionnement britanniques tout en échouant à s'emparer du HMS Glasgow lors d'un engagement le 6 avril.

## Contexte
Lorsque la révolution américaine éclate en 1775, Lord Dunmore, le gouverneur provincial britannique de la colonie de Virginie ainsi que les forces britanniques sous son commandement ont décidé de transférer les armes et la poudre à canon de la province sur l'île de New Providence au sein des Bahamas pour éviter qu'elles ne tombent entre les mains des rebelles. Montfort Browne, le gouverneur des Bahamas est alerté par le général Thomas Gage en août 1775 que les rebelles pourraient tenter de s'emparer des armes et des munitions entreposées sur l'archipelRiley et Peters 2000, p. 100.
La pénurie de plus en plus criante de poudre à canon disponible au sein de l'Armée continentale pousse le Second Congrès continental à organiser une expédition navale dont l'un des objectifs est de s'emparer du matériel militaire présent à Nassau. Si les ordres transmis par le Congrès à Esek Hopkins, qui a été choisi pour diriger la flotte, ne lui donnent pour instruction que de patrouiller et de lancer des raids contre des cibles navales britanniques en Virginie et en Caroline, d'autres instructions ont pu être données à Hopkins lors d'une session secrète du Comité naval du Congrès. Parmi les ordres donnés par Kopkins à ses capitaines de navire avant l'appareillage de Cape Henlopen le 17 février 1776 figurent l'instruction de se rassembler à Great Abaco dans les Bahamas.
La flotte dirigée par Hopkins comprend l'Alfred (en), le Hornet (en), le Wasp (en), le Fly (en), l'Andrew Doria (en), le Cabot (en), la Providence (en), et le Columbus (en). En plus des équipages, cette flotte transporte 200 Marines sous le commandement de Samuel Nicholas. En dépit des forts vents, la flotte maintient sa cohésion durant deux jours jusqu'à ce que le Fly et le Hornet s'en séparent. Le Hornet est contraint de revenir au port pour subir des réparations mais le Fly parvient à rejoindre la flotte à Nassau après le raid. En effet, Hopkins n'a pas renoncé à l'attaque malgré la perte de deux navires car il anticipe avec raison que la flotte britannique est ancrée dans le port du fait des forts vents.

## Prélude

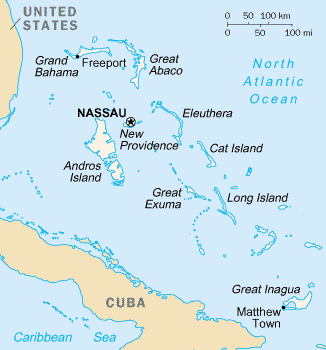
Carte des Bahamas.

À la fin du mois de février, le gouverneur Browne reçoit d'importantes informations sur le rassemblement d'une flotte américaine au large des côtes du Delaware mais il semble qu'il ne fasse rien pour mettre la ville de Nassau en état de défense. Le port de New Providence possède deux fortifications pour sa défense, le fort Nassau et le fort Montagu. Le Fort Nassau est situé au sein même de Nassau mais sa position n'est pas idoine pour défendre le port contre des attaques amphibies et ses murs ne sont pas suffisamment résistants pour supporter les tirs de ses 46 canons. En conséquence, le fort Montagu est bâti en 1742 à l'extrême est du port pour défendre son entrée. Au moment de l'attaque, le fort Montagu comprend 17 canons bien que la majeure partie des réserves de poudre à canons est entreposée au fort Nassau.
La flotte arrive aux îles Abacos le 1er mars 1776. Elle capture deux sloops aux mains des loyalistes dont un dirigé par le capitaine Gideon Lowe de Green Turtle Cay. Les Américains forcent les équipages de ce navire à leur servir de guide. Le capitaine d'un navire local, George Dorsett, quitte les Îles Abacos pour prévenir le gouverneur Browne de la présence de la flotte rebelle. Les troupes terrestres américaines devant servir au débarquement sont transférées sur le Providence et sur les deux sloops capturés le 2 mars. Le même jour, l'attaque est planifiée. Pendant que la flotte principale reste au large, les trois navires transportant les troupes terrestres doivent entrer dans le port à l'aube du 3 mars puis prendre le contrôle de la ville avant que l'alarme ne soit déclenchée.
La décision de débarquer à l'aube s'avère être une erreur quand l'alarme est déclenchée à Nassau après que les trois navires sont aperçus grâce au Soleil levant. Le gouverneur Browne ordonne à quatre canons du fort Nassau de faire feu pour alerter la miliceRiley et Peters 2000, p. 100. À 7 heures du matin, Browne tient conseil avec son adjoint Samuel Gambier pour décider ou non de transférer la poudre à canons de l'île sur le Mississippi Packet, un navire rapide ancré dans le port. L'idée n'est finalement pas retenue mais Browne ordonne à trente miliciens (dont plusieurs ne sont pas armés) de prendre position dans le fort Montagu avant de se retirer chez lui.

## Bataille

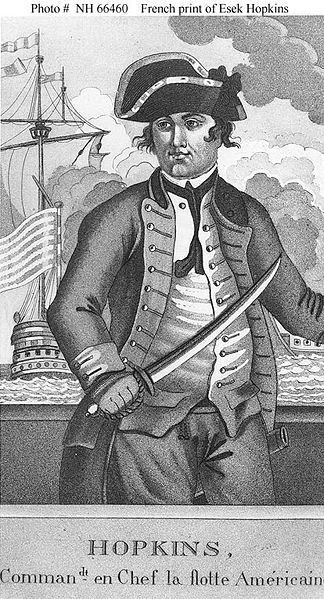
Gravure française de Esek Hopkins

Quand les canons du Fort Nassau sont entendus par les Américains, ils réalisent que leur effet de surprise est réduit à néant et renoncent à l'assaut. Les trois navires se dirigent vers Hanover Sound à près de six milles nautiques à l'est de Nassau. Là, Hopkins tient conseil et met en place un nouveau plan d'attaque. Selon les rapports, c'est le lieutenant d'Hopkins, John Paul Jones, qui suggère de débarquer à un autre endroit et qui prend la direction de l'opération. Ce dernier point est surprenant car il n'est pas familier des courants marins de la région contrairement à d'autres capitaines présents. Il est plus probable que la force de débarquement est conduite par Thomas Weaver, un des adjoint de Cabot, qui connaît la région. Les 200 marines sont soutenus par 50 marins transportés par les trois navires déjà mentionnés. Ces derniers sont couverts par le Wasp. Le débarquement a lieu au sud-est de Fort Montagu et ne rencontre aucune résistance. C'est la première opération de débarquement conduite par le Corps des Marines des États-Unis.
Du côté britannique, le lieutenant Burke dirige un détachement qui quitte le fort Montagu pour s'informer des mouvements américains. Étant donné son infériorité numérique, il décide d'envoyer un drapeau blanc pour déterminer les intentions américaines. Il apprend que leur objectif est de s'emparer de la poudre et du matériel militaire présents à Nassau. Dans le même temps, le gouverneur Browne arrive à Fort Montagu avec 80 miliciens. Lorsqu'il apprend la taille de la force de débarquement, il ordonne à trois canons du fort de faire feu et à la quasi-totalité des hommes de se replier vers Nassau. Lui-même se retire chez lui tandis que la plupart des miliciens en font de même plutôt que de tenir leurs positions. Browne envoie à nouveau le lieutenant Burke parlementer avec les rebelles américains.
La flotte d'Hopkins reste à Nassau durant deux semaines et charge autant d'armements que possibles sur les navires dont 38 fûts de poudre à canon. L'Endeavour, un sloop, est réquisitionné pour transporter une partie du matériel.
Le Fly arrive à Nassau durant la période où sont présents les Américains. Son capitaine rapporte que son gréement a heurté celui du Hornet et que celui-ci a subi de lours dommages. Le 17 mars, la flotte fait voile pour Block Island Channel, au large de Newport (Rhode Island) avec le gouverneur Browne et d'autres personnes importantes comme prisonniers. Le voyage de retour se déroule sans incidents jusqu'à l'arrivée de la flotte dans les eaux de Long Island. le 4 avril, elle rencontre et capture le HMS Hawk, puis fait de même avec le Bolton le lendemain. Ce dernier sert alors à entreposer une partie du matériel militaire et de la poudre saisis à Nassau. La flotte finit par rencontrer de la résistance avec le HMS Glasgow, un navire de 6e rang lourdement armé. Lors du combat qui s'ensuit, le Glasgow parvient à s'échapper et endommage sérieusement le Cabot dont le capitaine John Burroughs Hopkins (le frère de John Hopkins) est blessé. Sept autres membres d'équipage sont tués ou blessés.
La flotte jette l'ancre au large de New London dans le Connecticut le 8 avril.

## Conséquences
Browne est finalement échangé avec le général américain William Alexander (en) et est fortement critiqué pour son action durant la bataille. Nassau reste relativement mal défendue et est de nouveau l'objet de la menace américaine en janvier 1778. Elle est ensuite prise par les forces espagnoles de Bernardo de Gálvez en 1782 avant de redevenir britannique à la fin de la guerreRiley et Peters 2000, p. 104.
Quant à Hopkins, il est d'abord félicité pour le succès de l'opération. Toutefois, l'échec de la capture du Glasgow et la plainte des équipages à propos de certains capitaines conduisent à plusieurs enquêtes et à la cour martiale. Celle-ci décide de relever de son commandement le capitaine du Providence qui est donné à John Paul Jones. Ce dernier s'est en effet illustré lors de l'attaque contre le Glasgow malgré un équipage réduit par la maladie.
La façon dont Hopkins a distribué le butin est aussi critiquée et son échec à suivre les ordres lui intimant de patrouiller le long du littoral de Virginie aboutissent à des critiques de la part du Congrès Continental. Après une série d'accusations et de faux pas, Hopkins est contraint de quitter la marine en 1778.
Plus récemment, deux navires de l'US Navy ont été baptisés USS Nassau. L'USS Nassau est un navire d'assaut amphibie nommé en référence directe à cette bataille. Quant à l'USS Nassau (CVE-16), il tire son nom du Nassau Sound, le bras de mer entre la Floride et les Bahamas.

## Sources
- (en) Edward Field, Hopkins, commander-in-chief of the continental navy during the American Revolution, 1775 to 1778, Providence, Preston & Rounds, 1898 (lire en ligne)
- (en) John J. McCusker, Essays in the economic history of the Atlantic world, Londres, Routledge, 1997, 426 p. (ISBN 978-0-415-16841-0)
- (en) Samuel Eliot Morison, John Paul Jones : a sailor's biography, Annapolis, MD: Naval Institute Press, 1999 (1re éd. 1959) (ISBN 978-1-55750-410-4)
- Sandra Riley, Homeward Bound : A History of the Bahama Islands to 1850 with a Definitive Study of Abaco in the American Loyalist Plantation Period, Miami, Island Research, 2000 (ISBN 978-0-9665310-2-2)